# Le Garçon en pyjama rayé
Le Garçon en pyjama rayé (The Boy in the Striped Pyjamas) est un roman jeunesse de l’auteur irlandais John Boyne paru en 2006 en anglais et publié en 2007 aux éditions Gallimard Jeunesse.

## Introduction
Il retrace l’histoire bouleversante des camps de concentration de la Seconde Guerre mondiale par le point de vue innocent d’un enfant de 8 ans.
Le roman, traduit en 40 langues, s'est vendu à plus de 5 millions d'exemplaires dans le monde avant d’être adapté au cinéma sous le titre Le Garçon au pyjama rayé en 2008 par Mark Herman.  
Cet ouvrage est recommandé par l’éducation nationale française pour les collégiens.
Le livre a reçu un accueil mitigé de la part des critiques, les critiques positives louant l'histoire comme un conte moral convaincant. Les historiens et les organisations de commémoration spécialistes de l'Holocauste ont critiqué le livre pour ses inexactitudes historiques, qui ont été jugées potentiellement préjudiciables aux efforts d'éducation sur la Shoah.

## Résumé
Bruno, un enfant de 9 ans, apprend qu’il doit déménager en dehors de la ville de Berlin avec sa famille car son père, un brillant officier nazi, reçoit une promotion grâce à son travail. Cependant, Bruno est triste car il doit quitter son quotidien, ses amis, son école pour se retrouver dans une maison qu’il juge lugubre. De par la fenêtre de sa nouvelle chambre, il remarque au loin des hommes, des femmes et des enfants, tous habillés de pyjamas rayés mais personne ne veut lui expliquer pourquoi ils sont là. Son innocence va être frappée par la brutalité du monde des adultes, un monde dans lequel règne la Seconde Guerre mondiale et ses morts.  

## Prix décernés
Le livre reçoit plusieurs prix comme : 
- Le prix Azimut en 2008, qui est un prix organisé dès 2007 par les lycées français de Singapour et de la zone Asie-Pacifique. Ce prix propose une sélection de cinq livres à lire aux élèves des classes de CM2, 6e et 5e. À la fin de l’année scolaire, un vote détermine l’œuvre gagnante[6].
- Le prix Tatoulu en 2008, qui est un prix littéraire des jeunes lecteurs, décerné par des enfants ou des adolescents, et qui a pour objectif de développer l'esprit critique des jeunes lecteurs[7].
- Le prix Irish Book Award qui est un prix littéraire attribué chaque année en Irlande depuis l'année 2006. Ils sont décernés à des ouvrages et à des auteurs de différentes catégories[2].
- L'auteur est également finaliste de la British Book Award qui est un prix littéraire qui récompense les meilleurs écrivains britanniques et leurs œuvres[8].
- Prix Ramdam du roman ado 2008[9].

## Adaptation
Ce roman fait l'objet d'une adaptation en film en 2008 sous le nom de Le Garçon au pyjama rayé au cinéma par Mark Herman en 2008.
En 2017, ce roman est adapté en ballet par le Northern Ballet dans lequel la musique est produite par Gary Yershon. 
En 2023, ce roman est adapté en opéra, A Child in striped pyjamas, par Noah Max. 